# عبد العزيز الطريفي
عبد العزيز بن مرزوق الطَريفي ( 7 ذو الحجة 1396 هـ -) ( 29 نوفمبر 1976م -) هو عالم دين سعودي متخصص في الحديث النبوي، ويحمل بكالوريوس من كلية الشريعة من جامعة الإمام محمد بن سعود الإسلامية في مدينة الرياض. وهو باحث شرعي سابق في وزارة الشؤون الإسلامية والأوقاف والدعوة والإرشاد في المملكة العربية السعودية.

## ولادته ونشأته ونسبه
ولد عبد العزيز الطريفي في دولة الكويت في 29 نوفمبر 1976، الموافق 7 ذو الحجة 1396 هـ، وهو من عائلة الطريف من الأسلم من قبيلة شمر ، تنقل في صغره بين دولة الكويت والموصل في جمهورية العراق وجمهورية مصر، قبل أن يستقر في عاصمة المملكة العربية السعودية، مدينة الرياض.

## التحصيل العلمي
ابتدأ مسيرته العلميَّةَ بحفظ المتون العلمية في سن الثالثة عشرة وكان أول متن حفظه هو (البيقونية) في المصطلح، وبدأ بالقراءة والحفظ والقراءة الكثيفة في سن الخامس عشرة قرأ حينها عشرات المجلدات كـ«تفسير ابن كثير» و«زاد المعاد» و«سيرة ابن هشام» و«مجموع الفتاوى» (المرة الأولى) وغيرها وكان هناك حضور متفرق للدروس في سن البلوغ.
وبعده بقليل كان هناك حضور قليل للدروس نحو ثلاث دروس أسبوعية؛ لكن كانت أغلب الساعات في القراءة والتلخيص من غير لزوم فن معين بل في العقيدة والسنة والفقه والسيرة والتاريخ واللغة والشعر والأدب والفِكر وقد أفاده جدا تلخيص الكتب المطولة؛ فقد اختصر في سن السادس والسابع عشرة «تفسير ابن كثير» كاملاً و«زاد المعاد» لابن القيم، وأجزاء من «المغني» لابن قدامة، وأجزاء من «مجموع الفتاوى» لابن تيمية بيديه كما اختصر، نحو شطر «الاستذكار» لابن عبد البر، واعتنى بضبط مسائله وحفظ الشواهد الشعرية التي يوردها ووضع فهرسًا لفتاوى ابن تيمية مستخرجًا منها القواعد الفقهية والحديثية وغيرها والأعلام والبلدان والمذاهب.
وحفظ في سن البلوغ وما قبله وبعده بيسير كثيرًا من المتون منها: «الأصول الثلاثة» و«كشف الشبهات» و«كتاب التوحيد» و«فضل الإسلام» و«المنظومة الرحبية» و«بلوغ المرام» ومئات الأبيات الشعرية من الشواهد وغيرها، وهذا حتى سن الثامن عشرة ثم في تلك السنة بدأ في صحيح البخاري فصحيح مسلم فسنن أبي داوود فبقية الأصول، وشرع بحفظ مسائل شرح الزركشي على مختصر الخِرَقِي ويقع في سبع مجلدات في مذهب أحمد حتى كتاب الصلاة ثم توقف، وبدأ بحفظ روايات المذهب منه، وكذلك اعتنى بضبط مسائل «منار السبيل» لابن ضويان وأدلته، وكذلك «الرسالة» لابن أبي زيد القيرواني في فقه مالك، وقرأ من شروحها نحو الخمسة شروح.

## القراءة العلمية
قرأ من كتب السنة جلها كسنن البيهقي وسنن سعيد بن منصور وصحيحي ابن خزيمة وابن حبان ومصنفي ابن أبي شيبة وعبد الرزاق أكثر من مرة والمُحلّى لابن حزم عدة مرات والأوسط لابن المنذر ومعرفة السنن والآثار للبيهقي وسنن الدارقطني والمطالب العالية بزوائد المسانيد الثمانية وأكثر الأجزاء الحديثية المسندة وكثير من فقه السلف فيها محل العناية ويلحق في هذا كتب العلل كشرح علل الترمذي لابن رجب وعلل الدارقطني وعلل ابن أبي حاتم وعلل ابن المديني وعلل ابن معين وعلل الخَلّال وعلل أحمد وغيرها.
وفي الفقه كثير كالتمهيد والاستذكار لابن عبد البر والمدونة والمقدمات وجملة من شروح الرسالة وغيرها في فقه مالك وفي فقه أبي حنيفة الحجة على أهل المدينة والآثار لأبي يوسف ومحمد بن الحسن وحاشية ابن عابدين وفي فقه أحمد جميع مسائل أحمد غالبًا كمسائل أحمد برواية عبدالله ومسائل صالح ومسائل ابن هانئ ومسائل مهنا ومسائل الخَلّال ومسائل أبي داود ومسائل الكوسج ويلحق في هذا ما ينقل عن أحمد في غير المسائل كطبقات الحنابلة وغيرها.
ومن الكتب في فقه أحمد شرح الزركشي على مختصر الخِرَقي والشرح الكبير وكشاف القناع ومنار السبيل مرارًا وغيرها وفي فقه الشافعي الأم والمجموع والشرح الكبير وغيرها وفي التفسير جل التفاسير المسندة كتفسير ابن جرير الطبري وتفسير ابن أبي حاتم وتفسير البغوي وكذلك تفسير ابن المنذر قرأ الموجود منه مخطوطًا قبل أن يطبع وكذلك تفسير عبد بن حميد قرأ قطعته مخطوطة والموجودة في حاشية تفسير ابن المنذر وقرأ تفسير ابن كثير واختصر فوائده وله قراءات متفاوتة في تفسير القرطبي وابن عطية والزمخشري والثعلبي وغيرها وفي التاريخ كتب الطبقات وتاريخ الإسلام للذهبي وأجزاء من شذرات الذهب وتاريخ دمشق لابن عساكر والبداية والنهاية لابن كثير.

## القراءات الأدبية والفكرية
قرأ في الكتب الأدبية: العقد الفريد لابن عبد ربه وزهرة الآداب والمقامات وكتب الجاحظ وغيرهم.
وفي الكتب الفكرية: القراءة في التيارات والأفكار المعاصرة كالعلمانية والليبرالية والرأسمالية والاشتراكية والشيوعية، والقراءة في التيارات المنتسبة للإسلام ومتابعة بعض المجلات والدوريات التي تتكلم عن الكتب الفكرية.
وبعض كتب الفلاسفة الأوائل مثل "رسائل الفارابي" والسياسة المدنية له، وبعض رسائل أرسطو وقسطا بن لوقا وأرطميدورس الإفسي وغيرهم، وبعض الفلاسفة المنتسبين للإسلام كابن سينا وابن مَلَكا وابن رشد وغيرهم، ويقول عن تلك القراءات أنه بعد قراءته لها ولنظائرها لاينصح بقراءتها إطلاقاً.
وقال معلقًا على قراءاته لهذه الأفكار والتيارات الغربية:
"وكل المدارس الفكرية التي راجت عند بعض المسلمين والعرب في وقتنا ما هي إلا صور للمدارس الغربية وغيرها، من آثار الانفتاح الحاصل على الأمم والشعوب الأخرى، كما حصل في القرن الثالث والرابع وما بعدها، وكل حضارة قوية لها أتباع ومقلدة، وإذا تلاشت تلاشوا معها، فالشيوعية فُتن بها الناس زمناً، ماتت وكُفِّن بها أصحابها، وهكذا ستتبعها العلمانية والليبرالية، والتاريخ مليء من ذلك ولكننا لا نقرأ".

## الدراسة
بدأ حفظ الحديث النبوي بأسانيده مبكرًا، وأظهر نبوغًا في هذا الجانب، وكان يكثر من حضور الدروس الدينية في المساجد والقراءة وتلخيص الكتب.
أنهى دراسته الجامعية في كلية الشريعة من جامعة الإمام محمد بن سعود الإسلامية في مدينة الرياض، ودرس دراسة شرعية حرة خارج الإطار الأكاديمي عند عدد من الشيوخ منهم:

## مشايخه
- الشيخ مفتي الديار السعودية سابقًا: عبد العزيز بن عبد الله بن باز، وهو أكثرهم أخذًا عليه؛ فقد تتلمذ على يديه لأكثر من أربع سنوات.
- الشيخ الفقيه، شيخ الحنابلة عبد الله بن عبد العزيز بن عقيل، رئيس اللجنة الدائمة في مجلس القضاء الأعلى سابقًا.
- الشيخ عبد الرحمن بن ناصر البراك، حضر عنده شهورًا يسيرة في كتاب (الاعتقاد) للبيهقي.
- الشيخ عبد الكريم بن عبد الله الخضير، عضو هيئة كبار العلماء في السعودية، قرأ عليه كتاب (الباعث الحثيث) فقط، لأحمد شاكر، في عام 1418 هـ.
- محمد عبد الله الصومالي المكي، حضر له شيئًا يسيراً.
- الأستاذ حسن الأثيوبي، في النحو والصرف.
- الدكتور الأديب محمد أجمل الإصلاحي، عضو مجمع اللغة العربية بدمشق.
- الشيخ صفي الرحمن المباركفوري.
- الشيخ محمد البرني الهندي، حضر عنده في كتاب (فتح الباري) للحافظ ابن حجر العسقلاني.
- وزير الشؤون الإسلامية والدعوة والإرشاد في السعودية (سابقًا) الشيخ: صالح بن عبد العزيز آل الشيخ، قرأ عليه في (مفردات غرائب القرآن) للراغب الأصفهاني، و (سنن أبي داود)، في عام 1418 هـ.[9]

## إجازاته ورحلاته العلمية
للشيخ إجازات في الرواية لبعض المشايخ وهم:
1. الشيخ المحدث محمد عبد الله الصومالي.
2. الدكتور سهيل حسن عبد الغفار.
3. الدكتور محمد لقمان الأعظمي الندوي.
4. الشيخ محمد البرني الهندي.
5. الشيخ المحدث محمد المنتصر الكتاني المغربي.
6. الشيخ الأديب عبد القادر كرامة الله البخاري.
7. العلامة الأديب محمد بو خبزة الحسيني المغربي.
8. العلامة محمد بن إسماعيل العمراني مفتي اليمن.
9. العلامة عبد الله بن عبد العزيز بن عقيل الحنبلي.
10. الشيخ عبد الوكيل عبد الحق الهاشمي.

وللشيخ دروس متنوعة في مدينة الرياض وغيرها، تُنْقَل عبر موقع البث الإسلامي.

### رحلاته العلمية
للشيخ رحلات وجولات عديدة في بلدان كثيرة، واستفاد من كثير من علمائها كمصر، والمغرب، والهند، وتونس، وغيرها.

## مؤلفاته
للشيخ مجموعة من الكتب المطبوعة وغير المطبوعة منها:
1. التحجيل في تخريج مالم يخرج من الأحاديث والآثار في إرواء الغليل: وهو كتاب نفيس جمع فيه الأحاديث المرفوعة، والآثار والموقوفة على الأصحاب التي أوردها الشيخ الفقيه ابن ضويان في كتابه (منار السبيل)، التي لم يخرجها المحدث محمد ناصر الدين الألباني، في كتابه (إرواء الغليل في تخريج أحاديث منار السبيل).وقد كان هذا العمل أفضل عمل علمي لعام 1422 هـ في السعودية كما نشرت ذلك مجلة الدعوة في عددها 1856 في مسابقتها السنوية. وهو مطبوع في مجلدين، والناشر له (مكتبة الرشد) بالرياض.
2. المغربية في شرح العقيدة القيروانية (مقدمة الرسالة لابن أبي زيد القيرواني 386 هـ) طبعة دار المنهاج.
3. الخُرَاسانية في شرح عقيدة الرازيين (أصل السنة واعتقاد الدين) وهو ما أدرك عليه أبو حاتم وأبو زرعة العلماء من أهل السنة في جميع الأمصار. طبعة دار المنهاج.
4. الفصل بين النفس والعقل. طبعة دار المنهاج.
5. الحجاب في الشرع والفطرة بين الدليل، والقول الدخيل.
6. التفسير والبيان لأحكام القرآن.
7. الاختلاط تحرير وتقرير وتعقيب، وقد كان هذا الكتاب الأكثر مبيعًا في معرض الرياض الدولي للكتاب لعام 1431 هـ / 2010، فقد بيع منه أكثر من 7000 نسخة.
8. العقلية الليبرالية في رصف العقل ووصف النقل.
9. زوائد سنن أبي داوود على الصحيحين، والكلام على علل بعض حديثه.
10. شرح حديث جابر الطويل في صفة حجة النبي.
11. الإعلام بشرح نواقض الإسلام.
12. توحيد الكلمة على كلمة التوحيد (رسالة صغيرة).
13. العلماء والميثاق.
14. الحرية بين الفكر والكفر (لم يؤذن بنشرها حتى الآن).
15. صفة صلاة النبي.
16. الأربعون النووية المسندة والتعليق على المعلول منها (مذكرة).
17. اضطراب الزمان.
18. المسائل المهمة في الأذان والإقامة.
19. الغناء في الميزان.
20. المعتزلة في القديم والحديث.
21. التقرير في أسانيد التفسير.[11]
22. فصول في العقيدة (الرسالة الشاميّة).

## آراؤه

### انتقاد قناة العربية ووصفها بمعاداة الإسلام
انتقد الشيخ عبد العزيز الطريفي قناة العربية وقال: «إن آيات النفاق الواردة في القرآن الكريم تنطبق بشكل تام على قناة العربية، مضيفاً: "تنطبق عليها أكثر من مسجد الضرار.» وقال أيضًا: «إن القناة تبنت منذ تأسيسها العداء للإسلام، وهذا العمل الذي تقوم به لا شك أنه معادٍ لرسالة محمد عليه الصلاة والسلام بشكل واضح وجلي.» وتابع: «هذه القناة تتربص بقضايا الأمة وزلاتها، وتعمل بالتلفيق على الإسلام وتضخيم أخطاء المسلمين بالنسبة للغرب، وتحاول تشويه العلماء بينما تظهر الغرب بمظهر المنصف العادل.» وقال أيضًا: «لو كانت قناة العربية في زمن النبوة ما اجتمع المنافقون إلا فيها، وما أنفقت أموال بني قريظة إلا عليها.»

## عمله
كان يعمل الشيخ باحثاً علمياً بوزارة الشؤون الإسلامية والدعوة والإرشاد في المملكة العربية السعودية. كما أن للشيخ موقع خاص باسمه عبر الشبكة العنكبوتية. قال فيه الشيخ أحمد المختار الشنقيطي لما جالس الشيخ عبد العزيز في الرياض 29 /11/ 1422 هـ:

## مواقفه
تميز بمواقفه التي تخص المرأة والليبرالية وقضايا أخرى، منعته السلطات السعودية عام 2011 من إلقاء المحاضرات.

## أنباء عن اعتقاله
في يوم السبت 16 رجب 1437 هـ الموافق 23 أبريل 2016 قيل في مواقع التواصل الاجتماعي إن السلطات السعودية اعتقلت الطريفي، ولم يصدر عن السلطات السعودية أي تأكيد لخبر الاحتجاز. نشر سلمان العودة رسالة قال إنها وصلته من جوال الطريفي وفيها: «أنه ليس بمعتقل ولا موقوف بل في مكان لائق لمناقشة بعض الأمور». ويقول البعض أن سبب اعتقاله هو تغريداته على تويتر التي عارض فيها توجهات السعودية نحو الانفتاح وتقليل صلاحيات هيئة الأمر بالمعروف والنهي عن المنكر.